# Mormon egyházak és csoportok
A mormonizmus történetében több kisebb szakadás történt már a kezdetektől fogva. Jelentős szakadás azonban három időponthoz köthető:
- A Joseph Smith halála utáni utódlási harc során alakult ki több önálló mormon csoport. A legnagyobb csoport a Brigham Young utódlását elfogadó többség, mely a mai Utah államban szerveződött meg, ez a mai (2023) több mint 17 milliós Az Utolsó Napi Szentek Jézus Krisztus Egyháza. A Brigham Young utódlását ellenzők között több csoport is kialakult, köztük a máig legnagyobb a negyedmilliós tagságú Az Utolsó Napok Szentjeinek Újraalapított Jézus Krisztus Egyháza.[1]
- Miután a legnagyobb mormon felekezet, Az Utolsó Napi Szentek Jézus Krisztus Egyháza a XIX. sz. végén lemondott a többnejűségről[2] és egyéb tanokról, több egyháztag kiszakadt az egyházból, önálló felekezeteket alakítva, ezeket gyűjtőnéven mormon fundamentalisták név alatt szokás emlegetni.
- A második legnagyobb mormon felekezet, Az Utolsó Napok Szentjeinek Újraalapított Jézus Krisztus Egyháza életében is bekövetkezett egy hasonló, bár ellenkező indíttatású folyamat, a XX. sz. utolsó harmadában, amikor az egyházvezetés a hagyományos protestantizmus felé való közeledés jegyében egy sor tanon változtatott (pl. megszűnt az az elv, hogy az egyház mindenkori elnöke csakis Joseph Smith leszármazottja lehet), s ez ellen tiltakoztak egyes, az újjáalapított mormonok eredeti hitelveihez ragaszkodó egyháztagok.

## Vallási csoportok kiválása az egyházból

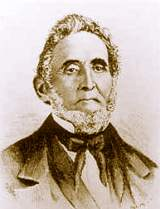
Sidney Rigdon

Sindney Rigdon, az Első Elnökség egyetlen Joseph Smith halálakor életben maradt tagjának álláspontja szerint senki nem léphetett Joseph Smith helyébe, hanem egy gyámot kellett volna kinevezni az egyházban, s saját magát javasolta erre a tisztségre. Miután vesztett Brigham Younggal szemben, Rigdon visszatért Pittsburghbe és a következő tavaszon új felekezetet alapított William Bickertonenal, egy új megtérttel együtt, Krisztus Egyházát (Church of Christ) apostolokkal, prófétákkal, papokkal és királyokkal. 1847-ben azonban Rigdon és Bickertone kapcsolata megromlott, Rigdon kilépett az új egyházból is, de mint a „Királyság és az Egyház Elnökének” maradt egy maroknyi követője haláláig. Ismeretlenségben halt meg 1876-ban New York-ban. A Bickertone-féle irányzat mind a mai napig létezik, a harmadik legjelentősebb mormon irányzatot képezi napjainkban, híveinek száma kb. 15 ezer fő.
William B. Smith, az egyetlen életben maradt nagykorú férfi Joseph Smith rokonságából. Álláspontja szerint az egyházelnökségi posztnak egyenes ágon kellett volna öröklődnie, azaz a poszt várományosa Joseph Smith III, Joseph Smith első gyermeke kellett legyen. Azonban Joseph Smith III kora – akkor 13 éves volt – miatt alkalmatlan lett volna az egyházelnökségre, ezért nagykorúsága eléréséig gyám kinevezését javasolta, mely pozícióra, mint az egyetlen nagykorú férfit a Smith-családból, saját magát javasolta. Smith 1845-ben nyilatkozatot adott ki Brigham Young egyházellenes magatartásáról és tekintélyuralmi stílusáról, mire Brigham Young kizárta az egyházból. Válaszul William Smith 1847-ben magát nevezte ki új prófétának, s kiközösítette az összes egyháztagot, aki Brigham Young vezetését fogadta el. Ezután több rivális csoporttal 

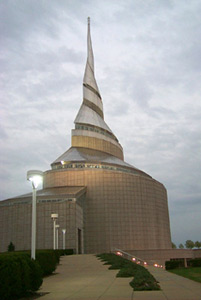
Az Utolsó Napok Szentjeinek Újraalapított Jézus Krisztus Egyháza központi épülete, Missouri

 is kapcsolatban állt, míg végül 1878-ban az Újraalapított Mormon Egyház tagja lett.
Az egyház texasi missziójának vezetője, Lyman Wight is azon az állásponton volt, hogy az egyházelnökségi posztnak egyenes ágon kell volna öröklődnie, azaz a poszt várományosa Joseph Smith III, Joseph Smith első gyermeke, erről nyilatkozatot is közzé tett. Azonban nem szakította meg teljesen a kapcsolatot a Young-féle irányzattal sem egészen 1847-ig, amikor nyílt konfliktusba került Brigham Younggal, aki ez után 1847-ben kizárta őt az egyházból. Ennek hatására Lyman Wight a texasi missziót önálló egyházzá fejlesztette, magát elnöknek választva, de nem folytatva azonban a prófétai vonalat, mivel véleménye szerint Joseph Smithnek mint prófétának nem lehet örököse. Ez abban is tükröződött, hogy a csoport szigorúan tartotta magát az egyház dogmáihoz és szokásaihoz, abban a formában, ahogy azok léteztek Joseph Smith halála idején, új dogmák vagy változtatások gondolata a prófétai vonal megszakadása miatt fel sem merülhetett. A csoport a többnejűséget is gyakorolta ennek értelmében. Egy időben csatlakozott Lyman Wight csoportjához William B. Smith, az egyetlen életben maradt nagykorú férfi Joseph Smith rokonságából. Később azonban William B. Smith ismét szakított Lymannal. Lyman Wight 1858-ban meghalt, egyháza visszaesett, megmaradt hívei pedig csatlakoztak az Újraalapított Mormon Egyházhoz.
James Jesse Strang nem sokkal Joseph Smith halála előtt csatlakozott a mormonokhoz. Joseph Smith megbízta, hogy szervezze az egyházat Wisconsin államban. Smith halála után Strang nem maradt az egyházzal, se nem csatlakozott egyik rivális vezetőhöz sem, hanem függetlenítette magát, új felekezetet hozva létre. Hívei hamarosan az új prófétát látták benne. Strang magát is prófétának nevezte, azt állította magáról, hogy Joseph Smith halálának percében megjelent nála személyesen Isten egy hírnöke, s őt nevezte ki az egyház új elnökének és prófétájának. Strang egy levelet is bemutatott, melyet állítólag Joseph Smith írt neki halála előtt, mellyel őt nevezte meg utódjának. A levél hitelessége vitatott, s bár később bizonyítást nyert, hogy Joseph Smith halála előtt valóban küldött egy levelet Strangnak (a boríték valódinak bizonyult a későbbi vizsgálatok során), maga a levél tartalma és annak értelmezése továbbra sem volt egységes, Strang ellenfelei szerint Smith nem utódjának nevezte ki Strangot, hanem a wisconsini misszió elnökének. Új kinyilatkoztatásai alapján 1850-ben Strang egyházelnöksége és prófétasága mellett királlyá is koronáztatta magát. Hívei mind a mai napig létező önálló felekezetet alkotnak, ezer fő körüli tagsággal. 

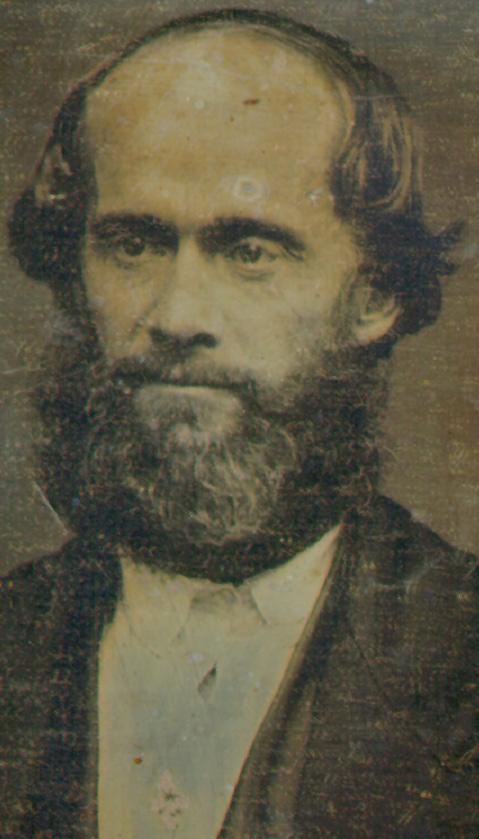
James Strang

Alpheus Cutler a korai mormon misszionáriusi tevékenység hatására csatlakozott az egyházhoz. Hamarosan Joseph Smith egyik közeli munkatársává vált, fontos feladatokat kapott, többek között a Nauvooban épülő templom építését is ő vezette. Cutler úgy vélte, hogy Joseph Smith halálával az igaz egyház megszűnt, csak annak "földi királysága" maradt a földön. Kezdetben követte Brigham Youngot, majd azonban úgy vélte, hogy Young eltért az isteni tervtől. Cutler híveivel Iowába költözött, s kommunista elveken alapuló kommunát igyekezett kialakítani. Az egyház tagságának növelést nem missziós tevékenységgel, hanem az indiánok megtérésével látta biztosítottnak. Cutler 1865-ben bekövetkezett halála után híveinek nagy része az Újraalapított Mormon Egyházhoz csatlakozott, egy kis rész azonban hű maradt hozzá. Ma is léteznek, egy tucatnál kevesebb tagjuk van, azonban vallják Alpheus Cutler nézetét, miszerint a növekedés egy drasztikus csökkenés után fog bekövetkezni.
Több gyülekezet Joseph Smith halála után egyik rivális frakcióhoz sem csatlakozott, hanem folytatták megszokott gyülekezeti életüket. Az egyik gyülekezeti vezető Jason W. Briggs 1852-ben felismerte a szétszórt gyülekezetek összefogásának szükségességét. A gyülekezetek 1853-ban általános konferenciát tartottak, melyen elfogadták, hogy egyetlen rivális csoporthoz sem csatlakoznak, ehelyett új kinyilatkoztatásokra várnak a teendőket illetően. A hamis próféciák kiszűrése céljából elfogadták, hogy minden kinyilatkoztatást a gyülekezetek konferenciájának kell megerősítenie, így a gyakorlatban kollektív vezetési elvet fogadva el. Úgyszintén a vezetői ambíciók rivalizációjának megszüntetése érdekében megegyeztek abban, hogy Joseph Smith egyenes ági leszármazottjának kell lennie az új egyházelnöknek. Joseph Smith III – Joseph Smith fia – sokáig ellenállt a gyülekezetek meghívásának, csak 1860-ban fogadta el az egyházelnökséget. Innentől számítható az Újraalapított Mormon Egyház hivatalos megalakulása. Lásd: Újraalapított Mormon Egyház.
Azonban ehhez a szervezethez sem csatlakozott minden független gyülekezet. Öt gyülekezet nem lépett be az Újraalapított Mormon Egyházba, hanem Granville Hedrick vezetése alatt és az eredeti Krisztus Egyháza név alatt (a Krisztus Egyháza – Lot Templom nevet is használva nem hivatalosan) folytatta működését. Ez a csoport mind a mai napig működik, tagsága kb. 12 ezer fő.
Később Az Utolsó Napi Szentek Jézus Krisztus Egyházában és az Újraalapított Egyház történetében is volt több apróbb kiválás, ezekről lásd e felekezetek külön szócikkeit.

## Főbb dogmatikai különbségek a két legnagyobb mormon felekezet között
| Az Utolsó Napi Szentek Jézus Krisztus Egyháza tanítása                                                  | Utolsó Napok Szentjeinek Újraalapított Jézus Krisztus Egyháza tanítása                                  |
| --- | --- |
| 1835-1890 között a többnejűséget hirdette.                                                              | Sosem hirdette a többnejűséget.                                                                         |
| Nagyszámú isten van, bár ezek közül csak három isteni személyiség imádat tárgya.                        | Egyetlen isten van.                                                                                     |
| Helyettesítő keresztelkedés a halottakért.                                                              | Elutasítja a halottak keresztelését.                                                                    |
| Négy egyenértékű szentírás: a Biblia, A Mormon könyve, A Tan és a szövetségek, és A Nagyértékű gyöngy   | Fő szentírása a Biblia, ezt egészíti ki A Mormon könyve és A Tan és a szövetségek.                      |
| A papság csak a fehér férfiak számára van fenntartva, ill. 1978-tól a nem-fehér férfiak számára is.     | Sosem volt faji alapú megkülönböztetés a papságot illetően. 1984 óta a nők számára is nyitott a papság. |
| Az emberből isten lehet, mint ahogy az Atya, a Fiú és a Szentlélek is valaha eredetileg emberek voltak. | Egyetlen örök isten van, aki mindig is isten volt.                                                      |

## Szakadások
Jelentősebb ma is létező mormon felekezetek.

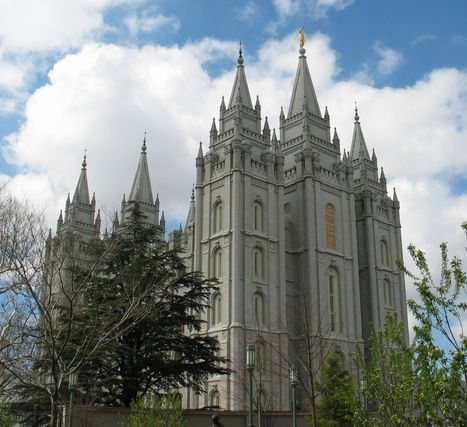
Az Utolsó Napi Szentek Jézus Krisztus Egyháza központi épülete.

1. Az Utolsó Napi Szentek Jézus Krisztus Egyháza The Church of Jesus Christ of Latter-day Saints – Joseph Smith halála után a többség Brigham Young apostolt követte, aki hamarosan a mai Utah államba vezette híveit, ahol az utolsó napi szentek saját teokratikus államot hoztak létre. Mind a mai napig Utah állam fővárosában Salt Lake Cityben van a központjuk. A legnagyobb mormon felekezet, tagságuk kb. 16 millió fő.[15]
2. Utolsó Napok Szentjeinek Újraalapított Jézus Krisztus Egyháza – The Community of Christ Joseph Smith halála után első felesége és fiuk Joseph Smith III volt a Brigham Younggal szemben álló hívek fő támogatója. Missouri államba mentek, ahol újjászervezték az egyházat. Központjuk ma is ott van Independence városban. Tagságuk kb. 250 ezer fő.[16]

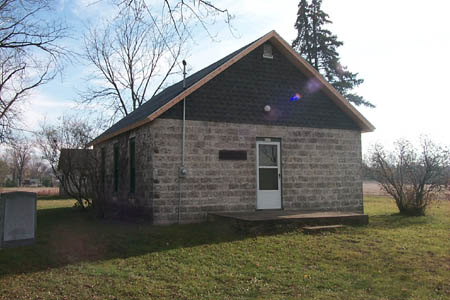
A Strange-féle irányzat központi épülete, Wisconsin

3. Jézus Krisztus Egyháza The Church of Jesus Christ – Sidney Rigdon apostol, miután elképzelésével alulmaradt, a keleti partra távozott, ahol új egyházat alapított. Az új egyház második számú vezetője William Bickertone lett. Hamarosan Rigdon és Bickertone összevesztek, az egyház vezetését Bickertone vette át. (A szakítás után Rigdon nem alapított új felekezetet.) A felekezet mind a mai napig létezik, Monongahela (Pennsylvania) központtal, tagságuk kb. 15 ezer fő, a harmadik legnagyobb mormon felekezet. Ez az a mormon felekezet, mely azon az állásponton van, hogy Joseph Smith egyetlen legitim örököse Sidney Rigdon volt, s mind a Brigham Young-féle többségi irányzat, mind az újjáalapító irányzat szakadárok az eredeti egyházhoz képest.[17]
4. Az Utolsó Napok Szentjeinek Újraalapított Jézus Krisztus Egyháza hagyományos protestáns dogmatikához való közeledés és az Egyház ökumenikus tevékenysége miatt sok, a mormon hagyományokhoz ragaszkodó egyháztag kilépett az utóbbi években, akik Visszaállítási Ágak (Restoration Branches) néven külön felekezetet hoztak létre, taglétszámuk jelenleg kb. 12 ezer fő. E felekezet értelmezése szerint 1957-től kezdődően az Egyházban egy új aposztázia alakult ki.[18]A Bickerton-féle irányzat központja

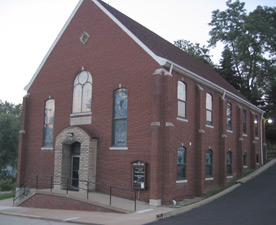
A Bickerton-féle irányzat központja

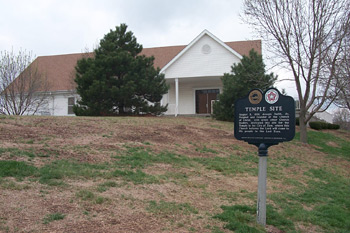
A Krisztus Egyháza (Lot Templom) központja, Missouri

5. Krisztus Egyháza Elijah Üzenetével Church of Christ with the Elijah Message – a A Krisztus Egyháza (Lot Templom) központja, Missouri Church of Christ (Temple Lot) felekezetből szakadt ki az új isteni kinyilatkoztatásokat érintő vita miatt. Tagsága kb. 12 ezer fő. Központja: Jackson County, Missouri.[19]

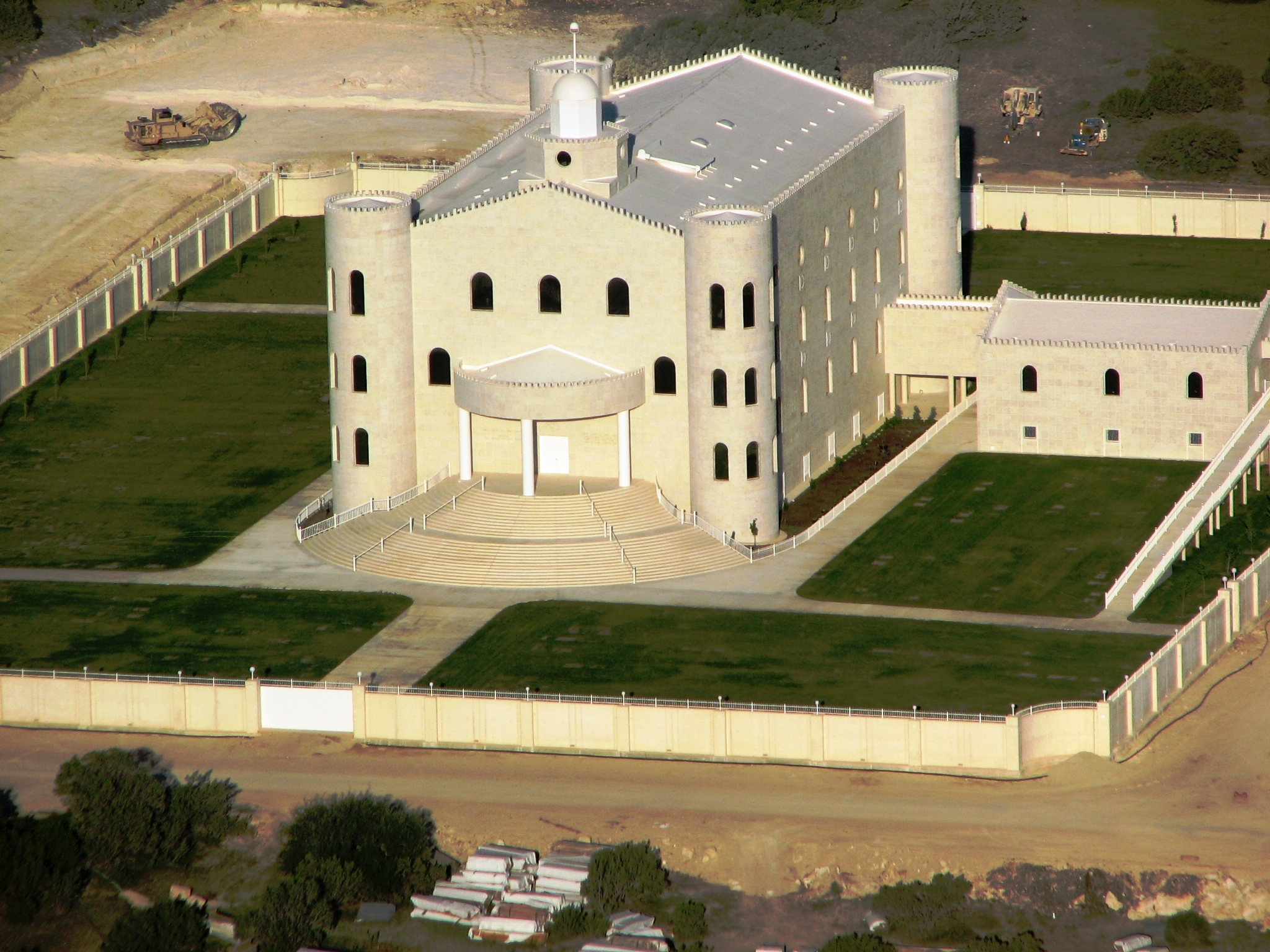
A Utolsó Napok Szentjeinek Újraalapított Fundamentalista Jézus Krisztus Egyháza központi épületa

6. Utolsó Napok Szentjeinek Fundamentalista Jézus Krisztus Egyháza Fundamentalist Church of Jesus Christ of Latter-day Saints – a fő mormon felekezettől elszakadtak csoportja, akik nem értettek egyet a többnejűséget elítélő 1890-es hivatalos állásponttal. A Utolsó Napok Szentjeinek Újraalapított Fundamentalista Jézus Krisztus Egyháza központi épületa Központja: Eldorado, Texas. Tagsága: kb. 10 ezer fő.[20]
7. Apostoli Egyesült Testvériség Apostolic United Brethren – Az Utolsó Napi Szentek Jézus Krisztus Egyháza tagságából kiszakadt, többnejűséget hirdető csoport. A többnejűség kérdésétől eltekintve elismeri a nagy egyházat. Tagsága: 8 ezer fő. Központja: Bluffdale, Utah.[21]
8. Krisztus Egyháza (Lot Templom)[13] Church of Christ – Temple Lot – Granville Hedrick egyesített 1863-ban öt független mormon gyülekezetet, melyek egyik vitázó apostolt sem fogadta el egyházelnöknek. Tagságuk jelenleg kb. 5 ezer fő, Központjuk: Independence, Missouri állam. A Krisztus Egyháza (Lot Templom) értelmezése szerint Joseph Smith néhány évvel az egyház megalapítása után hűtlen lett Istenhez, s hamis prófétává lett, ezért a Krisztus Egyháza (Lot Templom) nem fogadja el Joseph Smith egyetlen későbbi dogmáját sem, valamint a szentírásokban eszközölt változtatásokat, így pl. a Tan és Szövetségeket eredeti 1835-ös változatában használja. A felekezet szerint miután Joseph Smith hűtlen lett, Isten nem jelölt új prófétát, ezért ezt a felekezetet most sem vezeti elnök-próféta. A felekezet magát tartja az 1830-ban alapított egyház egyetlen folytatásának. Sokáig baráti kapcsolatokat ápolt a Utolsó Napok Szentjeinek Újraalapított Jézus Krisztus Egyházával, melyek sosem eredményeztek kölcsönös elismerést, de ez megszakadt a XX. sz. első felében.[14]
9. Utolsó Napok Szentjeinek Jézus Krisztus Egyháza Church of Jesus Christ of Latter Day Saints (James Strang) – James J. Strang nem sokkal Joseph Smith halála előtt csatlakozott a mormokhoz. Joseph Smith megbízta, hogy szervezze az egyházat Wisconsin államban. Smith halála után Strang nem csatlakozott egyik rivális vezetőhöz sem, hanem függetlenítte magát, új felekezetet hozva létre. Hívei hamarosan az új prófétát látták benne. Központja: Burlington, Wisconsin. Tagsága: kb. ezer.A Strange-féle irányzat központi épülete, Wisconsinfő.[22]

## Külső hivatkozások
- Az Utolsó Napi Szentek Jézus Krisztus Egyháza
- Krisztus Közössége (Utolsó Napok Szentjeinek Újraalapított Jézus Krisztus Egyháza)
- Jézus Krisztus Egyháza (Bickertone)
- Visszaállítási Ágak
- Krisztus Egyháza Elijah Üzenetével
- Utolsó Napok Szentjeinek Fundamentalista Jézus Krisztus Egyháza
- Apostoli Egyesült Testvériség
- Krisztus Egyháza (Lot Templom)
- Utolsó Napok Szentjeinek Jézus Krisztus Egyháza (Strang)